# Ofspor
Ofspor ist ein türkischer Fußballverein aus der Kreisstadt Of in der Provinz Trabzon. Aufgrund der regionalen Nähe von etwa 50 km zur Provinzhauptstadt Trabzon pflegt der Verein gute Beziehungen zum Traditionsverein Trabzonspor und erhält oft Leihspieler zu günstigen Konditionen.

## Geschichte

### Gründung
Der Verein wurde 1968 unter dem Namen Trabzon Beldespor in der nordosttürkischen Hafenstadt Trabzon gegründet und spielte fast drei Jahrzehnte in den regionalen Amateurligen.

### Einstieg in den Profifußball und Umbenennung in Ofspor
Im Sommer 1994 gelang Trabzon Beldespor durch den Aufstieg in die 3. Futbol Ligi, der damaligen dritthöchsten Spielklasse, die erste Teilnahme der Vereinsgeschichte am türkischen Profifußballbetrieb.
Nach zwei Jahren in der 3. Liga nannte sich der Verein in Ofspor um und zog in die etwa 50 km östlich von Trabzon gelegenen Kreisstadt Of um.

### Systembedingter Abstieg in die TFF 3. Lig
Da mit der Saison 2001/02 der türkische Profi-Fußball grundlegenden Änderungen unterzogen werden sollte, wurden bereits in der Spielzeit 2000/01 Vorbereitungen für diese Umstellung getroffen. Bisher bestand der Profifußball in der Türkei aus drei Ligen: Der höchsten Spielklasse, der einspurigen Türkiye 1. Futbol Ligi, der zweitklassigen fünfspurig gespielten Türkiye 2. Futbol Ligi und der drittklassigen achtgleisig gespielten Türkiye 3. Futbol Ligi. Zur Saison 2001/02 wurde der Profifußball auf vier Profiligen erweitert. Während die Türkiye 1. Futbol Ligi unverändert blieb, wurde die Türkiye 2. Futbol Ligi in die nun zweithöchste Spielklasse, die Türkiye 2. Futbol Ligi A Kategorisi (zu dt.: 2. Fußballliga der Kategorie A der Türkei), und die dritthöchste Spielklasse, die Türkiye 2. Futbol Ligi B Kategorisi (zu dt.: 2. Fußballliga der Kategorie B der Türkei), aufgeteilt. Die nachgeordnete Türkiye 3. Futbol Ligi wurde fortan somit die vierthöchste Spielklasse, die TFF 3. Lig. Jene Mannschaften, die in der Drittligasaison 2000/01 lediglich einen mittleren Tabellenplatz belegt hatten, wurden für die kommende Saison der neugeschaffenen vierthöchsten türkischen Spielklasse, der 3. Lig, zugewiesen. Ofspor, welches die Liga auf dem 10. Tabellenplatz beendet hatte, musste so systembedingt in die 3. Lig absteigen.

### Rückkehr in die TFF 2. Lig
In der Saison 2007/08 erreichte man die Vizemeisterschaft der TFF 3. Lig und damit der Aufstieg in die TFF 2. Lig. Anschließend spielte der Verein bis zum Sommer 2015 durchgängig in dieser Liga. Die Saison 2014/15 verfehlte die Mannschaft durch den 17. Tabellenplatz den Klassenerhalt und stieg in die TFF 3. Lig ab.

### 2. Rückkehr in die TFF 2. Lig
Die Viertligasaison 2015/16 beendete Ofspor als Tabellenvierter und verfehlte so den direkten Wiederaufstieg in die TFF 2. Lig. Stattdessen qualifizierte sich der Verein für die Play-off-Phase der Liga in der die letzten drei Aufsteiger per K.-o.-System bestimmt wird. Hier setzte sich die Mannschaft im Finale nach Elfmeterschießen mit 6:5 gegenüber Diyarbekirspor durch und kehrte damit nach einjähriger Abstinenz in die 2. Lig zurück. Die nachfolgende Saison verfehlte der Klub den Klassenerhalt und stieg wieder in die TFF 3. Lig ab.

## Erfolge
- Vizemeister der TFF 3. Lig: 2007/08
- Play-off-Sieger der TFF 3. Lig: 2015/16
- Aufstieg in die TFF 2. Lig: 2007/08, 2015/16

## Ligazugehörigkeit
- 3. Liga: 1994–2001, 2008–2015, 2016–2017
- 4. Liga: 2001–2008, 2015–2016, seit 2016
- Amateurliga: 1968–1994

## Ehemalige bekannte Spieler
- Arif Şahin
- Sezai Demircan
- Umut Kekilli

## Trainer (Auswahl)
- Mehmet Birinci (August 1996 – Mai 1997)
- Tolgay Kerimoğlu (August 2004 – Dezember 2004)
- Tolgay Kerimoğlu (Oktober 2006 – Mai 2007)
- Mehmet Birinci (Oktober 2009 – Oktober 2010)
- Mehmet Birinci (November 2011 – Mai 2012)
- Tolgay Kerimoğlu (Januar 2013 – März 2015)
- Hasan Vezir (März 2015 – Mai 2015)
- Erdoğan Yılmaz (August – )